# 杏林大桥

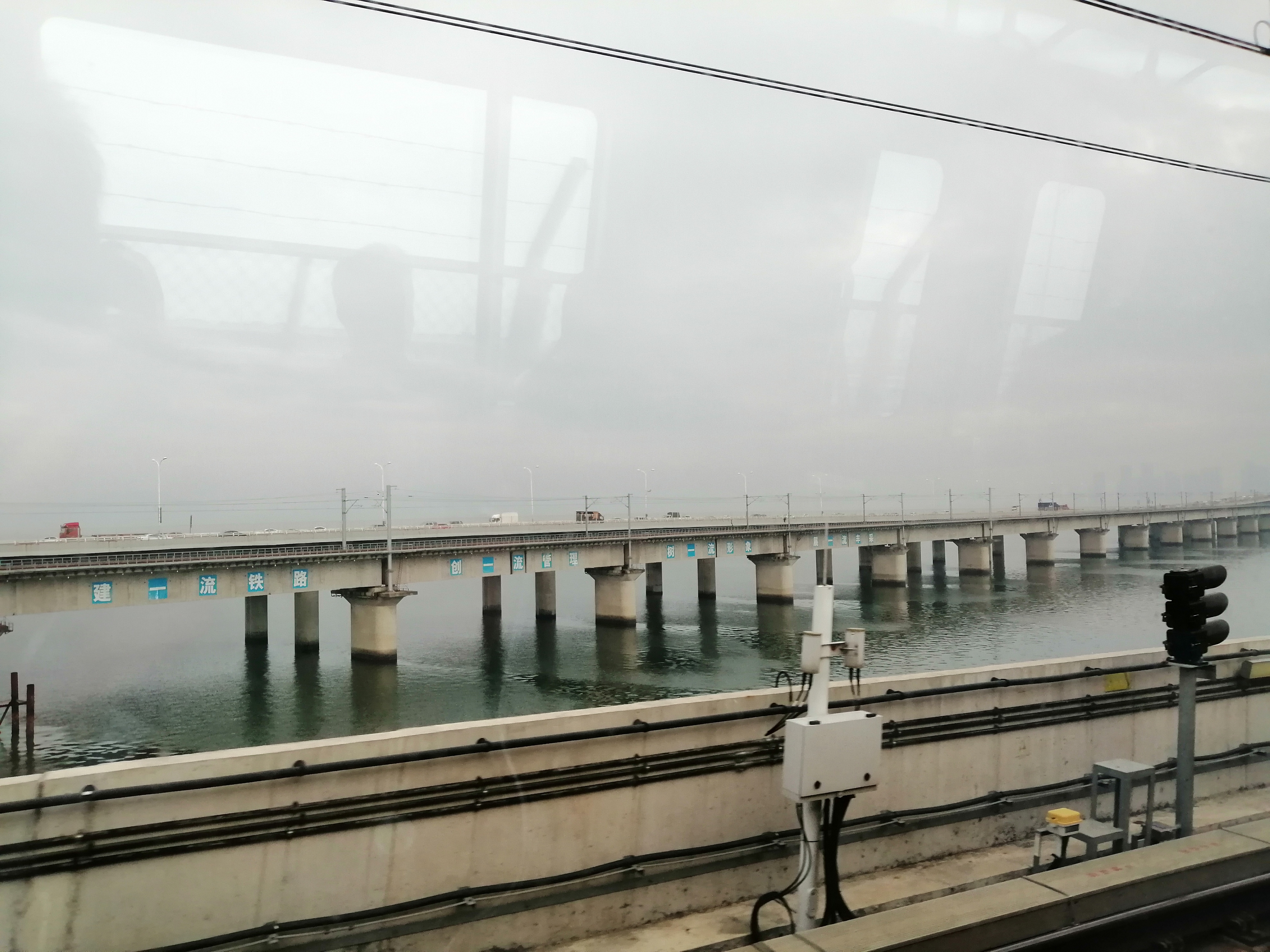
从厦门地铁1号线眺望杏林大桥

杏林大桥，又称杏林公铁大桥，是位于福建省厦门市厦门岛西北侧的一条公路、铁路平层合建的大桥，公路桥于2008年9月1日通车。起点接杏林侧杏前路至沈海高速公路，终点接厦门岛高崎侧高殿二号路及成功大道，是厦门岛第四条进出岛通道。
包括完成开堤建桥改造的高集海堤，厦门岛目前已有厦门大桥、海沧大桥、集美大桥、杏林大桥、翔安隧道、海沧隧道、翔安大桥等五桥二隧一堤总计八条联外公路要道。

## 概况

### 公路桥
杏林大桥工程分为杏林互通立交、主体跨海大桥和高崎互通立交三部分，全长8.53公里，主线桥长7.48公里，海上桥长5.034公里，是厦门市目前最长的一座跨海大桥。公路桥面宽度为32米，为一级公路标准双向6车道，设计时速80公里。在岛内一侧分别连接疏港路高架、高殿路、接成功大道机场立交连接线；岛外侧为杏北环路、杏前路、杏滨路。

### 铁路桥
杏林大桥的铁路部分为福厦铁路的控制性工程，北起福厦铁路厦门段，南至厦门高崎站，长5.22公里，建成后取代原鹰厦铁路高集海堤和集杏海堤成为厦门铁路进岛的主通道，还将连通龙厦铁路、厦深铁路。下穿隧道采用管幕施工法，施工长度达到110米。

### 观光设施
杏林大桥的最高处设有景观平台，以方便市民观赏风景。观景平台长200多米，左幅最宽度20.3米、右幅最宽度27.3米。观景平台左右幅都设有一个向下的楼梯，通到桥面下的观景室。

## 事故
2016年9月15日，受台风颱風莫蘭蒂影响，鹰厦铁路杏林大桥上的接触网立杆被风吹断，导致鹰厦铁路、福厦铁路杏林至厦门高崎区间电力供应中断，电力机车牵引的列车无法进岛。16日厦门站原计划开行的列车全部停駛；铁路部门预计，至9月25日前所有旅客列车无法进入岛内的厦门站，故将部分进岛列车停运，或缩短到临近的厦门北站、漳州站、漳州东站始发终到。
9月17日，对于部分滞留在岛上的动车组列车车底，南昌铁路局调用了内燃机车将这5列动车组列车车底车拖至厦门北站。同时，所有进入岛内厦门站的普速在杏林站加挂内燃机车（均不设列车供电系统）进岛。经过维修人员于9月16日夜至9月17日凌晨的紧急抢修，散布在轨道上的接触网立杆已被清理干净，铁路杏林大桥初步具备列车通过的条件。9月17日上午9时30分，在原本务机车前加挂内燃机补机的首班旅客列车：由厦门开往长春的Z104次列车通过杏林大桥，标志着厦门站始发的大部分普速列车可以通过杏林大桥，但由于供电中断，列车行驶在该区间时将没有空调。同时，至9月25日前，所有进入岛内厦门站的动车组列车仍旧改至厦门北站办理客运业务。
目前铁路部门已成立了3个大型作业组进行紧急抢修，全力以赴保障杏林铁路大桥尽早恢复供电和完全正常通车。因桥上设备损毁严重，原定于9月25日通车的铁路大桥因检修未能如期完成，进岛动车直至10月26日后才恢复开行。